# Dmytrenky (hromada Reszetyliwka)
Dmytrenky (ukr. Дмитренки) – wieś na Ukrainie, w obwodzie połtawskim, w rejonie połtawskim. W 2001 liczyła 23 mieszkańców, spośród których 18 wskazało jako ojczysty język ukraiński, 2 rosyjski, 2 mołdawski, a 1 inny.